# Liste des US Routes au Mississippi
Les US Routes au Mississippi font partie du réseau des US Routes. Celles-ci sont entretenues par le Mississippi Department of Transportation (MDOT).

## Liste
| Numéro | Longueur (mi) | Longueur (km) | Terminus sud / ouest                                          | Terminus nord / est                                           | Créée | Notes        |
| ------ | ------------- | ------------- | ------------------------------------------------------------- | ------------------------------------------------------------- | ----- | ------------ |
| US 11  | 173,10        | 278,60        | I-59 / US 11 à la frontière de la Louisiane à Nicholson       | US 11 / US 80 à la frontière de l'Alabama près de Kewanee     | 1926  |              |
| US 45  | 273,50        | 440,20        | US 11 / US 80 à la frontière de l'Alabama près de State Line  | US 45 à la frontière du Tennessee près de Corinth             | 1926  |              |
| US 49  | 204.20        | 328,60        | US 90 à Gulfport                                              | US 49E / US 49W à Yazoo City                                  | 1926  | Segment sud  |
| US 49  | 40,90         | 65,80         | US 49E / US 49W à Tutwiler                                    | US 49 à la frontière de l'Arkansas près de Lula               | 1926  | Segment nord |
| US 49E | 85,86         | 138,18        | US 49 / US 49W à Yazoo City                                   | US 49 / US 49W à Tutwiler                                     | 1926  |              |
| US 49W | 81,89         | 131,80        | US 49 / US 49E à Yazoo City                                   | US 49 / US 49E à Tutwiler                                     | 1926  |              |
| US 51  | 267,20        | 430,00        | US 51 à la frontière de la Louisiane près d'Osyka             | US 51 à la frontière du Tennessee près de Horn Lake           | 1926  |              |
| US 61  | 299,80        | 482,50        | US 61 à la frontière de la Louisiane près de Woodville        | US 61 à la frontière du Tennessee près de Lake View           | 1926  |              |
| US 72  | 89,90         | 144,70        | US 72 à la frontière du Tennessee près de Barton              | US 72 à la frontière de l'Alabama près d'Oldham               | 1926  |              |
| US 78  | 118,00        | 189,90        | US 78 à la frontière du Tennessee près d'Olive Branch         | US 78 à la frontière de l'Alabama près de Tremont             | 1926  |              |
| US 80  | 157,00        | 253,00        | I-20 / US 80 à la frontière de la Louisiane près de Vicksburg | US 11 / US 80 à la frontière de l'Alabama près de Kewanee     | 1926  |              |
| US 82  | 180,00        | 289,70        | US 82 / US 278 à la frontière de l'Arkansas près de Refuge    | US 82 à la frontière de l'Alabama près de New Hope            | 1932  |              |
| US 84  | 179,20        | 288,40        | US 84 / US 425 à la frontière de la Louisiane près de Natchez | US 84 à la frontière de l'Alabama près de Waynesboro          | 1926  |              |
| US 90  | 79,70         | 128,30        | US 90 à la frontière de la Louisiane près de Pearlington      | US 90 à la frontière de l'Alabama près de Pecan               | 1926  |              |
| US 98  | 166,30        | 267,60        | US 61 à Washington                                            | US 98 à la frontière de l'Alabama près de Lucedale            | 1933  |              |
| US 278 | 135,50        | 218,10        | US 82 / US 278 à la frontière de l'Arkansas près de Refuge    | US 278 à la frontière de l'Alabama près de Gattman            | 1978  |              |
| US 425 | 2,90          | 4,70          | US 61 à Natchez                                               | US 84 / US 425 à la frontière de la Louisiane près de Natchez | 2005  |              |
|        |               |               |                                                               |                                                               |       |              |